# Khỉ đuôi dài Côn Đảo
Khỉ đuôi dài Côn Đảo (Macaca fascicularis condorensis) là một phân loài của khỉ đuôi dài phân bố tại Việt Nam, tập trung ở vùng Côn Đảo, Phú Quốc. Khỉ đuôi dài Côn Đảo là một loài động vật đặc hữu của Việt Nam.